# Ethelind Terry
Ethelind Terry (Filadelfia, 14 agosto 1899 – Fort Lauderdale, 17 marzo 1984) è stata un'attrice e cantante statunitense.

## Biografia
Nata a Filadelfia nel 1899, diventò una stella della scena di Broadway. Fu la protagonista di uno dei più celebri spettacoli degli anni venti, il musical Rio Rita prodotto da Florenz Ziegfeld.
Fu protagonista anche di Lord Byron of Broadway, un film che, nelle intenzioni della casa produttrice, avrebbe dovuto essere interpretato da William Haines e da Bessie Love. La MGM, rendendosi conto degli scarsi mezzi vocali dei due attori, li sostituì con Charles Kaley e con Ethelind Terry, reduce dal successo di Rio Rita. Il risultato non fu esaltante e il film fu un mezzo fiasco, rovinando praticamente la carriera dell'attrice. La sua seconda (e ultima) apparizione sullo schermo, fu nel 1937 in un western di serie B dove Ethelind Terry fu relegata a un ruolo che non la vede neanche accreditata.

## Matrimoni
Ethelind Terry si sposò due volte. Il primo matrimonio fu, nel 1928, con il produttore Benedict Bogeaus da cui Terry divorziò nel 1931.
Lasciato un milionario con cui aveva avuto una relazione per undici anni, Terry se ne scappò a Las Vegas con l'attore Dick Purcell (che in seguito sarebbe stato protagonista del serial Captain America). I due si sposarono il 3 marzo del 1942, solo per divorziare appena tre mesi dopo, il 26 agosto 1942.

## Spettacoli teatrali
- Honeydew  (Broadway, 6 settembre 1920)
- Kid Boots (Broadway, 31 dicembre 1923)
- Rio Rita (Broadway, 2 febbraio 1927)
- Nina Rosa  (Broadway, 20 settembre 1930)

## Filmografia
- Lord Byron of Broadway, regia di Harry Beaumont e William Nigh (1930)
- Arizona Days, regia di John English (1937)